# 2019-2020年湖南郴州大頭娃娃事件
2019-2020年湖南郴州大頭娃娃事件，又稱郴州假奶粉事件、永興大頭娃娃事件，是指發生在中華人民共和國湖南省郴州市兩起多名幼兒長期使用固體飲料而產生的營養不良的事件。

## 歷史
2019年，郴州市唯一一家三甲醫院郴州市第一人民醫院有醫生對前來就診的幼兒開具含有名為舒尔呔的處方箋，並聲稱舒尔呔為奶粉，建議幼兒家長前往母嬰店購買。而實際上舒尔呔是由山东梵和生物科技有限公司生產、郴州益信康食品贸易有限公司总代理的一款固體飲料，同時醫生開具的處方箋紙張則由益信康提供，上面印有宣傳內容。不少兒童服用舒尔呔後出現营养不良，智力和體格發育遲緩的情況。事件被媒體報道後，開具處方箋的醫生被罰一年內不得看診。涉事企业與医院則向受害者家属赔偿。但截至2020年5月14日，家長宣稱並未拿到賠償也未收到任何道歉。
2020年5月，有媒體報道郴州當地有多名幼兒食用湖南唯乐可健康产业有限公司旗下名為倍氨敏的蛋白固体饮料後，出现头骨畸形類似大头娃娃的佝偻病症状。而相關母嬰店在銷售倍氨敏時謊稱是奶粉。事件曝光後，郴州永兴縣派人前往产品厂家调查。5月13日晚间，国家市场监管总局要求湖南省市场监管部门对涉事商家进行調查。
2020年5月18日，永興縣的聯合調查組通報處置情況，廖某軍夫婦經營的永興縣愛嬰坊母嬰店將「倍氨敏」蛋白固體飲料宣稱為特殊醫學用途配方食品銷售，涉嫌虛假宣傳，因此暫停營業，同時免去永興縣市場監督管理局黨組成員、副局長李建軍和永興縣市場秩序監督管理股長曹石順職務。
2020年5月28日，永興縣市場監督管理局向愛嬰坊母嬰店發布《行政處罰決定書》，對其罰款200萬元人民幣，並要求其立即停止虛假宣傳。
2020年6月5日，湖南省通報永興縣大頭娃娃調查處置情況，指出湖南唯樂可健康有限公司委託天津市德恆科技有限公司生產的蛋白衝泡式飲料“倍氨敏”質量合格，是經銷商將倍氨敏宣傳為特殊醫學用途配方食品，誇大產品性能、誤導消費。而涉案兒童經專家鑒定不符合大頭娃娃癥狀體征。

## 涉事公司
生產舒儿呔的山东梵和生物科技有限公司位于山东烟台栖霞市，成立于2016年，法定代表人及控股股东为王卫星。而在2019年7月，人民日报曝光山东梵和生物科技有限公司用旗下“雅乐迪”固体饮料冒充特医奶粉，當地市场监管部门隨後没收該公司違法生產的食品以及不合格的包装罐，并处罚款45.6万元。2019年7月30日，山东梵和生物科技有限公司召回其生产的“舒儿呔”“腹安宝”“敏安宝”等产品。2020年1月，王卫星因拖欠他人货款被法院列为失信被执行人，同時被限制高消费。
生產倍氨敏的湖南唯乐可成立于2015年2月。该公司的法定代表人、实控人為肖诗弧。2017年5月，湖南唯乐成功申请注册倍氨敏商标，不過該公司宣稱倍氨敏产品已在2019年停产。